# یواس‌اس نیومن (دی‌ئی-۲۰۵)
یواس‌اس نیومن (دی‌ئی-۲۰۵) (به انگلیسی: USS Newman (DE-205)) یک کشتی بود که طول آن ۳۰۶ فوت (۹۳ متر) بود. این کشتی در سال ۱۹۴۳ ساخته شد.